# 神戸紅茶
神戸紅茶株式会社（こうべこうちゃ）は1925年（大正14年）須藤信治（すどう のぶじ）が神戸で紅茶等食料品卸売業「須藤信治商店」として創業した会社である。

## 概要
神戸紅茶株式会社は、日本で初めて専用の自動包装機械でティーバッグの製造を開始した会社。
1959年(昭和32年)に日本で初めて、リプトンのティーバッグ製造工場に、神戸紅茶の前身の株式会社須藤が指定され、リプトンジャパンによる紅茶の生産が始まった。当時ティーバッグの製造は手工業で行われていたが、受注の拡大に対応するために、昭和36年に株式会社須藤がドイツ製の包装機械の専用機械（コンスタンタ）を導入したという経緯がある。
生産拠点を拡大したものの、阪神・淡路大震災で本社工場が被災。平成18年に株式会社須藤によって子会社の神戸紅茶株式会社が吸収合併され、新会社名を神戸紅茶株式会社と変更している。

## 沿革
- 1955年（昭和30年）株式会社に改組
- 1961年（昭和36年）日本で最初のティーバッグ包装機械をドイツから導入。製造する。
- 1993年（平成5年）100％子会社、神戸紅茶株式会社より「神戸紅茶」ブランドで 紅茶製品の販売を始める
- 1996年（平成8年）食品卸売部門を閉鎖、国内有数規模の紅茶製造会社として OEM紅茶を主にティーバッグ等の製造加工に特化する。
- 2006年（平成18年）神戸紅茶株式会社となる。
- 2018年（平成30年）兵庫県を拠点とする中古車・新車・日本車・輸入車の総合メガディーラー「ジーライオングループ」へ営業譲渡。ジーライオングループの一員として再スタートした。 。